# Mirafra angolensis
Mirafra angolensis е вид птица от семейство Чучулигови (Alaudidae).

## Разпространение
Видът е разпространен в Ангола, Замбия, Демократична република Конго и Танзания.